# Ditrichophora tirolensis
Ditrichophora tirolensis is een vliegensoort uit de familie van de oevervliegen (Ephydridae). De wetenschappelijke naam van de soort is voor het eerst geldig gepubliceerd in 1979 door Canzoneri & Rallo.